# Сальтара
Сальтара (итал. Saltara) — коммуна в Италии, располагается в регионе Марке, в провинции Пезаро-э-Урбино.
Население составляет 6666 человек (2008 г.), плотность населения составляет 669 чел./км². Занимает площадь 10 км². Почтовый индекс — 61030. Телефонный код — 0721.
Покровителем коммуны почитается святой Себастьян, празднование 20 января.

## Демография
Динамика населения:

## Администрация коммуны
- Официальный сайт: http://www.comune.saltara.pu.it